# 松原直哉
松原 直哉（まつばら なおや、1979年6月1日 - ）は、茨城県出身のサッカー指導者。

## 来歴
選手時代は柏レイソルユース、筑波大学でプレーした。
2004年から柏U-18のコーチを務め、2005年から2009年まで5年間トップチームのフィジカルコーチを務めた。2010年からはアカデミーのコーチ、監督を歴任した。
2015年、再びトップチームのフィジカルコーチに就任した。

## 所属クラブ
- 1995年 - 1997年 柏レイソルユース
- 1998年 - 2001年 筑波大学

## 指導歴
- 2002年 - 2003年 筑波大学蹴球部 コーチ
- 2004年 -  柏レイソル
  - 2004年 - 2005年 U-18 コーチ
  - 2005年 - 2009年 トップチーム フィジカルコーチ
  - 2010年 U-12 コーチ
  - 2011年 U-12 監督
  - 2012年 - 2013年 U-15 コーチ
  - 2014年 - U-18コーチ
  - 2015年 - トップチーム フィジカルコーチ